# روبرتو دوئنیاس
روبرتو دوئنیاس (اسپانیایی: Roberto Dueñas‎؛ زادهٔ ۱ نوامبر ۱۹۷۵) بازیکن بسکتبال اهل اسپانیا بود.
از باشگاه‌هایی که در آن بازی کرده‌است می‌توان به باشگاه بسکتبال بارسلونا، باشگاه بسکتبال فوئنلابرادا، و باشگاه بسکتبال یوونتوت بادالونا اشاره کرد.
وی در مسابقات کشوری و بین‌المللی در مجموع برندهٔ ۱ مدال نقره شده‌است.